# Ornithogalum cuspidatum
Ornithogalum cuspidatum är en sparrisväxtart som beskrevs av Antonio Bertoloni. Ornithogalum cuspidatum ingår i släktet stjärnlökar, och familjen sparrisväxter. Inga underarter finns listade i Catalogue of Life.